# 小林和之
小林 和之（こばやしかずゆき、1956年 - ）は、日本の音楽家、実業家。
ワーナーミュージック・ジャパン代表取締役会長兼最高経営責任者、一般財団法人音楽産業・文化振興財団理事。兵庫県神戸市出身。大阪芸術大学放送学科中退。
1982年にEPIC・ソニーに入社以降、ディレクター、プロデューサーとして、鈴木雅之をはじめ同社所属歌手の業務に携わってきた。
2014年4月1日よりワーナーミュージック・ジャパン代表取締役会長兼最高経営責任者となる。
小林の人生に影響を与えることとなった音楽は、小学生時代に怪獣映画に興味を持ち、母親に連れられて見に行っていた時に、怪獣映画に併映されていた映画が、加山雄三がエレクトリック・ギターを演奏する場面のあるものであり、この時の加山の演奏である。他には中学生の頃に学校に行かず休学をしており本と深夜放送を愛していた時期に、街角に貼られていた全裸の女性の場面がある映画のポスターに興味を持ち、映画の内容よりも不純な動機で映画を見に行った時、その映画のオープニングとエンディングに流れていた曲である。それに興味を持ち、帰りにレコードを購入、その後もレコードを購入することでアメリカンロックの虜となっていった。